# Luis Nieto Miranda
Luis Nieto Miranda, bekannt auch als El Cholo Nieto (* 10. Oktober 1910 in Sicuani, Provinz Canchis, Region Cusco, Peru; † 8. Januar 1997 im Distrikt Barranco, Provinz Lima, Lima Metropolitana, Peru), war ein peruanischer Journalist, Essayist, Dichter, Komponist und Politiker.

## Leben
Luis Nieto Miranda wurde 1910 in Sicuani in der Region Cusco als Sohn des aus Moquegua zugewanderten mittelständischen Händlers Lesmes Nieto Roldán und seiner Ehefrau Felícitas Miranda Armejo geboren. Er wuchs als ältester von fünf Geschwistern einsprachig mit Spanisch auf und lernte gebrochenes Cusco-Quechua von seiner sozialen Umgebung in Sicuani. Nach seinem Sekundarschulabschluss zog er in die etwa 115 km entfernte Stadt Cusco, um dort an der Universidad Nacional de San Antonio Abad (UNSAAC) spanische Sprache und Literatur zu studieren. Auf Grund seines links gerichteten politischen Engagements musste er 1931 unter der Herrschaft von Luis Miguel Sánchez Cerro Peru verlassen und ging nach Bolivien, wo er 1932 in La Paz seinen Gedichtband Poemas Perversos herausbrachte. Danach reiste er nach Chile, Argentinien und Uruguay und veröffentlichte 1938 in seiner Sammlung Puños en Alto revolutionäre Gedichte zur Unterstützung der Republikaner im Spanischen Bürgerkrieg.
1940 kehrte er nach Peru zurück und gründete in Cusco die Wochenzeitung Jornada. Hier veröffentlichte er seine Gedichtsammlung Charango, die vom Preisgericht für Nationalpreise (Jurado de los Premios Nacionales) eine ehrenhafte Erwähnung fand. 1944 gewannen er als Autor des Textes und der Cuscoer Komponist Roberto Ojeda Campana als Autor der Melodie den Wettbewerb der Stadt Cusco für die „Hymne für Cusco“ mit dem gemeinsamen Werk Canto al Cusco y a sus Piedras Sagradas („Gesang für Cusco und seine Heiligen Steine“), das bei der ersten Feier des „Tages von Cusco“ im selben Jahr als offizielle Hymne der Stadt eingeführt und aufgeführt wurde. Nietos Hymne wurde am 11. Juni 1984, kurz nach Amtsantritt des Bürgermeisters Daniel Estrada Pérez, zur offiziellen und unantastbaren Hymne erklärt, die bei offiziellen Anlässen in Cusco immer nach der Nationalhymne zu singen war. Der Text wurde noch später von Faustino Espinoza Navarro und Mario Mejía Waman, Mitgliedern der Academia Mayor de la Lengua Quechua (AMLQ), ins Cusco-Quechua übersetzt und im Januar 1991 offiziell registriert. Am 7. März 2019 verordnete die Provinzgemeinde Cusco, dass Nietos Text offiziell in der Quechua-Übersetzung der AMLQ zu singen sei.
Luis Nieto Miranda war in linken politischen Gruppen aktiv. Bei den Wahlen in Peru 1962 kandidierte er für das Amt des Zweiten Vizepräsidenten für die Partei Movimiento Social Progresista, deren Präsidentschaftskandidat Alberto Ruiz Eldredge war, doch kam die Formation mit 0,536 % der Stimmen auf den letzten Platz. Bei den Wahlen in Peru 1980 bewarb er sich für die Partei Unidad Democrática Popular erfolglos um ein Abgeordnetenmandat für die Region Cusco. Bei den Wahlen in Peru 1985 wurde er als Kandidat der Vereinigten Linken (Izquierda Unida) in den Senat des damals zweikammerigen peruanischen Parlaments gewählt. Er zog nach Lima und war bis 1990 Senator aus der Region Cusco für die Vereinigte Linke.
Luis Nieto Miranda starb am 8. Januar 1997 im Distrikt Barranco in der Provinz Lima. Sein Grab befindet sich in seinem Geburtsort Sicuani.

## Familie
Luis Nieto Miranda war verheiratet mit Bertha Degregori Bendezú, der Tochter eines italienischen Einwanderers. Sein 1955 in Cusco geborener Sohn Luis Nieto Degregori ist Schriftsteller und Philologe.

## Werke
- 1932: Los Poemas Perversos
- 1938: Puños en Alto
- 1942: Mariátegui
- 1942: Charango. Romancero Cholo
- 1944: Canto al Cusco y a sus Piedras Sagradas (offizielle Hymne der Stadt Cusco)
- 1945: Itinerario de la Canción
- 1958: Romancero del Pueblo en Armas
- 1967: Guerrillero del Alba
- 1969: ¡Vietnam Libertador!